# Module d'un nombre complexe
Pour les articles homonymes, voir Module.

Dans le plan complexe, si z est l'affixe du point M, alors le module de z correspond à la distance du point M à l'origine.

En mathématiques, le module d'un nombre complexe est le nombre réel positif qui mesure sa « taille » et généralise la valeur absolue d'un nombre réel. Cette notion est notamment utile pour définir une distance sur le plan complexe.
Le module d'un nombre complexe z est noté |z|. Si le complexe z s'exprime sous sa forme algébrique, a + ib, où i est l'unité imaginaire, a est la partie réelle de z et b sa partie imaginaire, ce module est la racine carrée de la somme des carrés de a et b  :
Le terme module a été introduit par Jean-Robert Argand, exposant une manière de représenter les quantités imaginaires par des constructions géométriques.

## Exemples
- Le module de 0 est 0. Le module d'un nombre complexe non nul est non nul.
- Le module d'un réel est sa valeur absolue.
- Le module de 1 + i est √2.
- {\displaystyle {\frac {1}{2}}+{\rm {i}}{\frac {\sqrt {3}}{2}}} a pour module 1[2].

## Propriétés
Pour tous réels {\displaystyle a} et {\displaystyle b} de valeurs absolues respectives {\displaystyle |a|} et {\displaystyle |b|} et pour tous nombres complexes z, z1, z2, …, zn :
1. {\displaystyle |a|\leq {\sqrt {a^{2}+b^{2}}}=|a+{\rm {i}}b|\quad {\text{et}}\quad |b|\leq {\sqrt {a^{2}+b^{2}}}=|a+{\rm {i}}b|}
2. {\displaystyle |z|\geq 0}
3. {\displaystyle |z|=0\Leftrightarrow z=0}
4. {\displaystyle |z_{1}z_{2}|=|z_{1}||z_{2}|}
5. {\displaystyle \left|{z_{1} \over {z_{2}}}\right|={|z_{1}| \over {|z_{2}|}}\quad {\text{si}}\quad z_{2}\neq 0}
6. {\displaystyle |{\overline {z}}|=|z|=|-{\overline {z}}|=|-z|}, où {\displaystyle {\overline {z}}} désigne le conjugué du nombre complexe {\displaystyle z}
7. {\displaystyle z{\overline {z}}=|z|^{2}}
8. {\displaystyle |z_{1}+z_{2}|\leq |z_{1}|+|z_{2}|} (inégalité triangulaire, qui se généralise en {\displaystyle |z_{1}+z_{2}+\cdots +z_{n}|\leq |z_{1}|+|z_{2}|+\cdots +|z_{n}|})
9. {\displaystyle |z_{1}+z_{2}|\geq |~|z_{1}|-|z_{2}|~|} (se déduit de l'inégalité triangulaire)
10. Cas d'égalité dans l'inégalité triangulaire : {\displaystyle |z_{1}+z_{2}|=|z_{1}|+|z_{2}|~} si et seulement si {\displaystyle {\overline {z_{1}}}z_{2}\in \mathbb {R} _{+}}, ou encore si et seulement s’il existe un réel positif  {\displaystyle \lambda } tel que {\displaystyle z_{2}=\lambda z_{1}~} ou {\displaystyle z_{1}=\lambda z_{2}~}.

## Interprétation géométrique
Si on interprète z comme un point dans le plan, c'est-à-dire si on considère son image, alors |z| est la distance de (l'image de) z à l'origine.
Il est utile d'interpréter l'expression  |x - y| comme la distance entre les (images des) deux nombres complexes x et y  dans le plan complexe.
D'un point de vue algébrique, le module est une valeur absolue, qui confère à l'ensemble des nombres complexes la structure de corps valué.
C'est en particulier une norme, de sorte que le plan complexe est un espace vectoriel normé (de dimension 2). Il en résulte que c'est un espace métrique (donc un espace topologique). En effet, l'application : {\displaystyle \mathbb {C} \times \mathbb {C} \rightarrow \mathbb {R} _{+}}, {\displaystyle (z_{1},z_{2})\mapsto |z_{1}-z_{2}|} est une distance.

## Nombres complexes de module 1
L'application {\displaystyle z\mapsto |z|} de {\displaystyle (\mathbb {C} ^{*},\times )} dans {\displaystyle (\mathbb {R} ^{*},\times )} est un morphisme de groupes. L'ensemble {\displaystyle \mathbb {U} } des nombres complexes de module 1, qui est donc un sous-groupe de {\displaystyle (\mathbb {C} ^{*},\times )} est appelé le groupe des unités de {\displaystyle \mathbb {C} }. 
L'application {\displaystyle x\mapsto \exp({\rm {i}}x)} est un morphisme de groupes de {\displaystyle (\mathbb {R} ,+)} dans {\displaystyle (\mathbb {U} ,\times )}. Ce morphisme est périodique et on note {\displaystyle 2\pi } sa période. Cette définition du nombre π est due au collectif Nicolas Bourbaki[réf. nécessaire].